# Галлизация Брюсселя

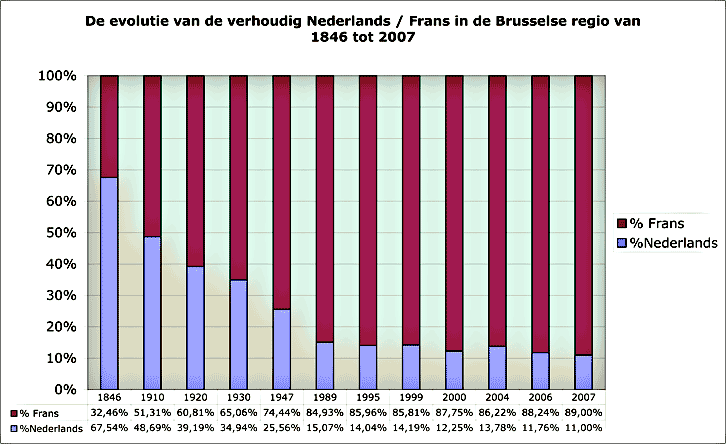
Соотношение франко- и нидерландоязычного населения в период с 1846 по 2007 год. График составлен по результатам языковых переписей 1846, 1910, 1920 и 1947 годов; окружных выборов 1989, 1994, 1999 и 2004 годов; коммунальных выборов 2000 и 2006 годов; соотношения избранных представителей из списков франко- и нидерландоязычных партий на государственных выборах 2007 года

Галлиза́ция Брюссе́ля, или офранцуживание (фр. Francisation de Bruxelles, нидерл. Verfransing van Brussel) — ряд демолингвистических изменений, приведших к тому что в 1830—1947 годах столица Бельгии Брюссель превратился из преимущественно нидерландоязычного поселения в крупный номинально двуязычный, а фактически почти полностью франкоязычный мегаполис. В условиях наложения законодательного запрета на вопросы о языке в ходе проведения переписей населения, о продолжающемся процессе галлизации Брюсселя и его периферии позволяют косвенно судить данные о том на каком языке граждане заполняют заявки на получение номеров машин или же ведутся карточки в больницах.

## Исторические особенности
Особенности данного языкового сдвига следует искать в новейшей истории Бельгии, а также в истории Бельгийской языковой границы, корнями уходящей во времена поздней Античности. Переход постепенно «назревал» в течение всего средневекового периода, однако решающим стали наполеоновские войны, приведшие к образованию Бельгии, а также необычайно высокий престиж французского языка в Европе XVIII—XIX веков. Бельгийская королевская семья до сих пор франкоязычна. Более престижный статус французского языка играл решающую роль в процессе галлизации столицы. Для сравнения, в течение XIX — начала XX веков около полумиллиона фламандцев переселилось в Валлонию, особенно в район города Льеж. Однако, там фламандские диалекты были быстро забыты и ныне практически не используются.

### Языковые факторы
Литературный французский язык, меры по стандартизации которого начали проводиться с 1539 года в рамках единой Франции, был более престижным средством коммуникации по сравнению с раздробленными германскими диалектами нижнего Рейна. Конечно, в XIX веке как сами валлоны, так и жители провинциальных регионов Франции, далеко не всегда владели литературным французским языком в полной мере, однако они единодушно поддерживали его унификацию и не задумываясь приносили родные диалекты в жертву парижской норме, понимая, будучи меньшинством в Бельгии, что только блеск и авторитет Парижа могут помочь им защищать свои интересы.

### Социально-экономические факторы
С возникновением Бельгии в 1830 году единственным официальным языком в стране был объявлен французский. В этих условиях галлизация имела зачастую поверхностно добровольный характер, так как некоторые фламандцы стремились овладеть французским, используя его сначала как инструмент продвижения по карьерной лестнице, а затем и как язык домашнего обихода. Кроме того, в период до Второй мировой войны экономика Валлонии отличалась ускоренными темпами индустриализации, которая давала новые рабочие места быстрорастущему фламандскому населению. Развитие городов и портов Фландрии долгое время сдерживалось конкуренцией, а иногда и явной блокадой со стороны Нидерландов. Нидерландские диалекты в Бельгии в эпоху до Второй мировой войны ассоциировались[кем?] с сельским населением и были непрестижны. Этим воспользовалась нацистская Германия, которая опиралась на фламандское сопротивление в Бельгии в своих интересах. Именно по настоянию немецких оккупационных властей в 1941—1945 гг. германоязычным фламандцам было запрещено отдавать детей во франкоязычные школы. До этого основным каналом ассимиляции фламандцев были именно школы. Многие родители считали франкоязычные школы более престижными, определяя туда своих детей, которые потом вырастали франкофонами, забывая родной язык. Особенно это касалось девочек, для которых, по мнению многих родителей, франкоязычное образование открывало дорогу в высшие круги общества и которые, становясь матерями, разговаривали со своими детьми преимущественно или исключительно по-французски.

### Этнодемографические факторы
С момента основания Бельгии этнические фламандцы составляли большинство (около 60 %) населения страны, хотя и компактно занимали только около 45 % её территории. Кроме того, как и во Франции, в быстро индустриализованной Валлонии раньше начался демографический переход по сравнению с более сельской Фландрией. Рождаемость, а соответственно и естественный прирост среди фламандцев, оставалась и остаётся выше, чем среди валлонов, по целому ряду этнокультурных причин, даже несмотря на то, что плотность населения во Фландрии была вдвое, а то и втрое выше чем в Валлонии. В таких условиях единственным рычагом регулирования роста численности фламандцев стала их частичная ассимиляция во франкоязычную среду. Конечно, более или менее ощутимой она могла быть только в крупных космополитичных[обтекаемые выражения] городах, и в первую очередь в столице с её высокой плотностью населения и постоянным притоком людей извне. Для сравнения, в более сельской провинции Эно на западе Валлонии из-за низкой рождаемости доля франкофонов упала с 91 % до 74 % в период между 1880 и 1930 гг. В целом по Бельгии доля моноязычных франкофонов также ощутимо сократилась — с 42,7 % в 1880 до около 32,6 % в 1930 году Падение компенсировалось только ростом доли франко-нидерландского двуязычия, преимущественно среди самих же фламандцев: доля двуязычного населения в 1830—1947 выросла с 6,5 % до 15,6 %, а трёхъязычного (французский, нидерландский и немецкий) — достигла 1 %.

### Международные факторы
Престиж французского языка в Брюсселе не в последнюю очередь объяснялся величием французской колониальной империи, которая, несмотря на сокрушительное поражение в Америке, сумела восстановиться в Африке, Азии и Океании. Более того, французская колониальная политика имела гораздо более мягкие формы по отношению к автохтонным народам по сравнению с германскими странами (апартеид в ЮАР, сегрегация в США и германских колониях), что увеличивало популярность французского языка в этих регионах. C конца 1960-х годов в Брюссель прибыло значительное количество иммигрантов из бывших франкоязычных колоний (Алжир, Марокко, Тунис), в том числе и из Бельгийского Конго. Иммигранты из других романоязычных стран (итальянцы, португальцы, латиноамериканцы и др.), политические беженцы, а также международные деятели культуры и искусства были слабо знакомы с нидерландским языком, а потому интегрировались в культурно и этнически более открытое франкоязычное сообщество. Ситуация усугубилась ещё и тем, что южные холмистые франкоязычные регионы начали заметно отставать в своём развитии от северных равнинных нидерландоязычных областей с низким уровнем безработицы и более высоким уровнем жизни. Периферия Брюсселя как магнит начала притягивать новых франкофонов из Бельгии и Франции, а также других стран. Это приводит к постоянным трениям между франкофонами и фламандцами.

## Языковая эволюция Брюсселя по данным переписей
| Год  | Нидерландский | Французский |
| ---- | ------------- | ----------- |
| 1910 | 49,1 %        | 49,3 %      |
| 1920 | 39,2 %        | 60,5 %      |
| 1930 | 34,7 %        | 64,7 %      |
| 1947 | 25,5 %        | 74,2 %      |

Начальный этап галлизации характеризовался в первую очередь увеличением числа франко-нидерландских билингвов, то есть людей, у которых родным языком был один из нидерландских диалектов, но которые учились в более престижных франкоязычных школах, на работе и с друзьями пользуясь преимущественно французским языком, который они затем передавали новому поколению. В результате, после того, как критическая масса одноязычных франкофонов превысила 50 %, процесс эрозии нидерландских говоров французским в столице и на периферии принял практически необратимый характер. Слабая распространённость нидерландского языка в международном общении также была важным фактором его упадка, так как прибывавшие иностранцы переходили и переходят на французский.
По оценке на 2007 год, французский считают родным около 57 % населения Брюсселя, около 85 % пользуются им в различных каждодневных ситуациях и почти 96 % населения столицы владеет им хорошо или очень хорошо. Нидерландский язык ныне считает родным около 9 % населения столицы, около 7 % пользуется им, и около 28 % владеет им хорошо или очень хорошо.

## Сопротивление галлизации
Фламандцы начали всё более активно защищать свои права. Административными мерами была зафиксирована языковая граница между Фландрией и Валлонией, а рост Брюсселя, получившего название «ползучее французское нефтяное пятно» был ограничен 19 округами. Под давлением фламандцев вопрос о языке в бельгийских переписях был запрещён. Падение популярности французского языка и замена его немецким и английским во второй половине XX века также повлекло за собой потерю интереса к нему со стороны фламандцев в других городах Фландрии.